# Muhammad Habibur Rahman
Muhammad Habibur Rahman (em bengali:  মুহাম্মদ হাবিবুর রহমান‎; 3 de dezembro de 1928 - 11 de janeiro de 2014) foi ex-chefe de justiça da Suprema Corte de Bangladesh em 1995. Também foi o principal conselheiro do governo provisório de 1996, que supervisionou as sétimas eleições parlamentares em Bangladesh.